# Gleichstellungsgesetz (Schweiz)
Das Schweizerische Bundesgesetz über die Gleichstellung von Frau und Mann (GlG) trat am 1. Juli 1996 in Kraft. Das Gleichstellungsgesetz verbietet insbesondere jede Art der Diskriminierung von Frauen oder Männern im Bereich der unselbständigen Erwerbsarbeit.

## Wichtigste Regelungen
Verboten sind Diskriminierungen aufgrund des Geschlechts insbesondere bei:
- Arbeitsbedingungen
- Ausbildung, Weiterbildung
- Beförderungen
- Einstellung
- Entlassungen
- Entlöhnung
- Verteilung von Aufgaben.

Zentraler Punkt des Gesetzes ist Artikel 3: «Arbeitnehmerinnen und Arbeitnehmer dürfen aufgrund ihres Geschlechts weder direkt noch indirekt benachteiligt werden, namentlich nicht unter Berufung auf den Zivilstand, auf die familiäre Situation oder, bei Arbeitnehmerinnen, auf eine Schwangerschaft.»
Indirekte und direkte Diskriminierung sind dabei im Gesetz nicht näher definiert.
«Angemessene Massnahmen zur Verwirklichung der tatsächlichen Gleichstellung» werden dabei explizit ausgenommen (Art. 3, Abs. 3).
Auch die sexuelle Belästigung am Arbeitsplatz wird als Diskriminierung verboten (Art. 4). 
In Art. 5 werden die Rechtsansprüche betroffener Personen geregelt, die insbesondere eine so genannte Entschädigung und unter Umständen Schadenersatz bzw. Genugtuung beinhalten. Entschädigungen sind je nach Fall auf drei bis sechs schweizerische Durchschnittslöhne beschränkt. Beschäftigte können auf Feststellung, Beseitigung und Unterlassung einer Diskriminierung klagen sowie auf die Zahlung des geschuldeten Lohnes (rückwirkend bis zu fünf Jahren).
Um den Betroffenen eine Klage zu erleichtern, gewährt ihnen das Gesetz in wichtigen Bereichen eine Beweislasterleichterung, d. h. es «wird eine Diskriminierung vermutet, wenn diese von der betroffenen Person glaubhaft gemacht wird» (Art. 6). Die Beweislasterleichterung gilt nicht, wenn es um sexuelle Belästigung oder um diskriminierende Nichtanstellungen geht.
Das Gesetz will die Durchsetzung der bestehenden rechtlichen Ansprüche auch dadurch erleichtern, dass es Verbandsbeschwerden und -klagen zulässt. Dies bedeutet, dass «Organisationen, die nach ihren Statuten die Gleichstellung von Frau und Mann fördern oder die Interessen der Arbeitnehmerinnen und Arbeitnehmer wahren und seit mindestens zwei Jahren bestehen», unter bestimmten Voraussetzungen Prozesse führen können, ohne dass sich die diskriminierten Einzelpersonen exponieren müssen (Art. 7). 
Beschäftigte, die sich beschweren und ein Verfahren nach dem Gleichstellungsgesetz führen, sind vor Rachekündigungen geschützt, und zwar ab Beginn eines (auch firmeninternen) Verfahrens und bis sechs Monate nach Abschluss des Verfahrens (Art. 9 und 10).
In weiteren Artikeln werden die zivilrechtlichen Verfahren festgelegt. Neu eingeführt wird ein kantonales Schlichtungsverfahren. Sogenannte Schlichtungsstellen «beraten die Parteien und versuchen, eine Einigung herbeizuführen» (Art. 11, Abs. 1). Das Verfahren ist kostenlos.
Mit dem Instrument der Finanzhilfen (Art. 14) können seither sog. Förderprogramme von öffentlichen oder privaten Organisationen unterstützt werden, die die Gleichstellung von Frauen und Männern im Erwerbsleben fördern. Auch wird die Einrichtung des Eidgenössischen Büros für die Gleichstellung von Frau und Mann (EBG) festgehalten und dessen Aufgaben definiert (Art. 16).

## Finanzhilfen

### Finanzhilfen für allgemeine Förderprojekte und Beratungsstellen
Berechtigt zu Unterstützungszahlungen sind Gewerkschaften, Berufsverbände, Frauen- und Männerorganisationen, Migrantenselbstorganisationen, Bildungsinstitutionen, kantonale Verwaltungseinheiten und andere Interessengruppen. Förderbereiche sind die Gleichstellung von Frau und Mann am Arbeitsplatz und im Unternehmen, familienfreundliche Rahmenbedingungen im Erwerbsleben und Gleichstellung in der beruflichen Laufbahn. Gesuche können einmal jährlich auf einen festgelegten Termin eingereicht werden. Seit 1996 wurden auf diesem Weg hunderte von Projekten unterstützt. In der Datenbank www.topbox.ch sind die Projekte und die darin erarbeiteten Materialien beschrieben.
Zusätzlich werden Beratungsstellen für Frauen und Männer zu Fragen der Gleichstellung im Erwerbsleben mitfinanziert. Aufgrund der beschränkten Gelder wurde im Jahr 2007 entschieden, vorerst keine neuen Beratungsstellen zu unterstützen. Aktuell erhalten 12 Beratungsstellen in der gesamten Schweiz regelmässig Finanzhilfen (Stand November 2011).

### Finanzhilfen für Unternehmen
Der vom Bundesamt für Justiz 2006 publizierte Bericht über die «Evaluation der Wirksamkeit des Gleichstellungsgesetzes» kam zum Schluss, dass es notwendig ist, Anreize für Unternehmen zu schaffen, damit diese sich für die Umsetzung der tatsächlichen Gleichstellung engagieren. Denn die Mehrheit der Unternehmen hatte zuvor kaum Gleichstellungsmassnahmen getroffen. Seit 2009 können Unternehmen direkt unterstützt werden.
Finanzhilfen zur Förderung der unternehmensinternen Chancengleichheit der Geschlechter stehen allen in der Schweiz ansässigen privaten und öffentlichen Unternehmen offen; angesprochen sind insbesondere kleine und mittlere Unternehmen (KMU). Unterstützt werden Projekte aus dem Personalbereich, dazu gehören beispielsweise Analysen zum Stand der Chancengleichheit, Massnahmen zur Förderung der Genderkompetenz bei Führungskräften und Mitarbeitenden, Implementierung von Strukturen und Instrumente zur Förderung der Chancengleichheit, Schaffung von familienfreundlichen Rahmenbedingungen für Frauen und Männer, Absicherung der Lohngleichheit (gleicher Lohn für gleiche und gleichwertige Arbeit), Prävention sexueller Belästigung sowie Sicherung der Chancengleichheit bei Personalgewinnung, Personalentwicklung und Personalpflege. Projekte können laufend eingegeben werden. Die Schlussberichte der Projekte werden auf der Website des EBG veröffentlicht.